# AEC Matador
AEC Matador – brytyjski ciągnik artyleryjski z okresu II wojny światowej. Budowany w zakładach Associated Equipment Company (AEC) w latach 1938-1950. Fabryczne oznaczenie modelu to O853 lub 853 (litera O oznacza oil, czyli silnik wysokoprężny; symbol bez tej litery oznaczał wersję z silnikiem benzynowym). Używany przez siły zbrojne Wielkiej Brytanii, państw Wspólnoty Brytyjskiej i (po wojnie) Danii.

## Konstrukcja
Ciągnik został opracowany na bazie ciężarówki o napędzie 4×2 również noszącej nazwę Matador (wszystkie modele samochodów produkowane przez firmę AEC nosiły nazwy zaczynające się na literę M; O853 był trzecim modelem nazwanym Matador). Kabina Matadora jest wyraźnie spłaszczona od przodu, posiada półkolisty dach. Dwa przednie koła znajdują się w jej bokach. Część bagażowa osłonięta brezentową lub płócienną plandeką. Kabina z drewna jesionowego, wzmacniana stalowymi okuciami. Ciągnik wyposażony był w wyciągarkę o udźwigu do 7 ton.

## Wersje pojazdu

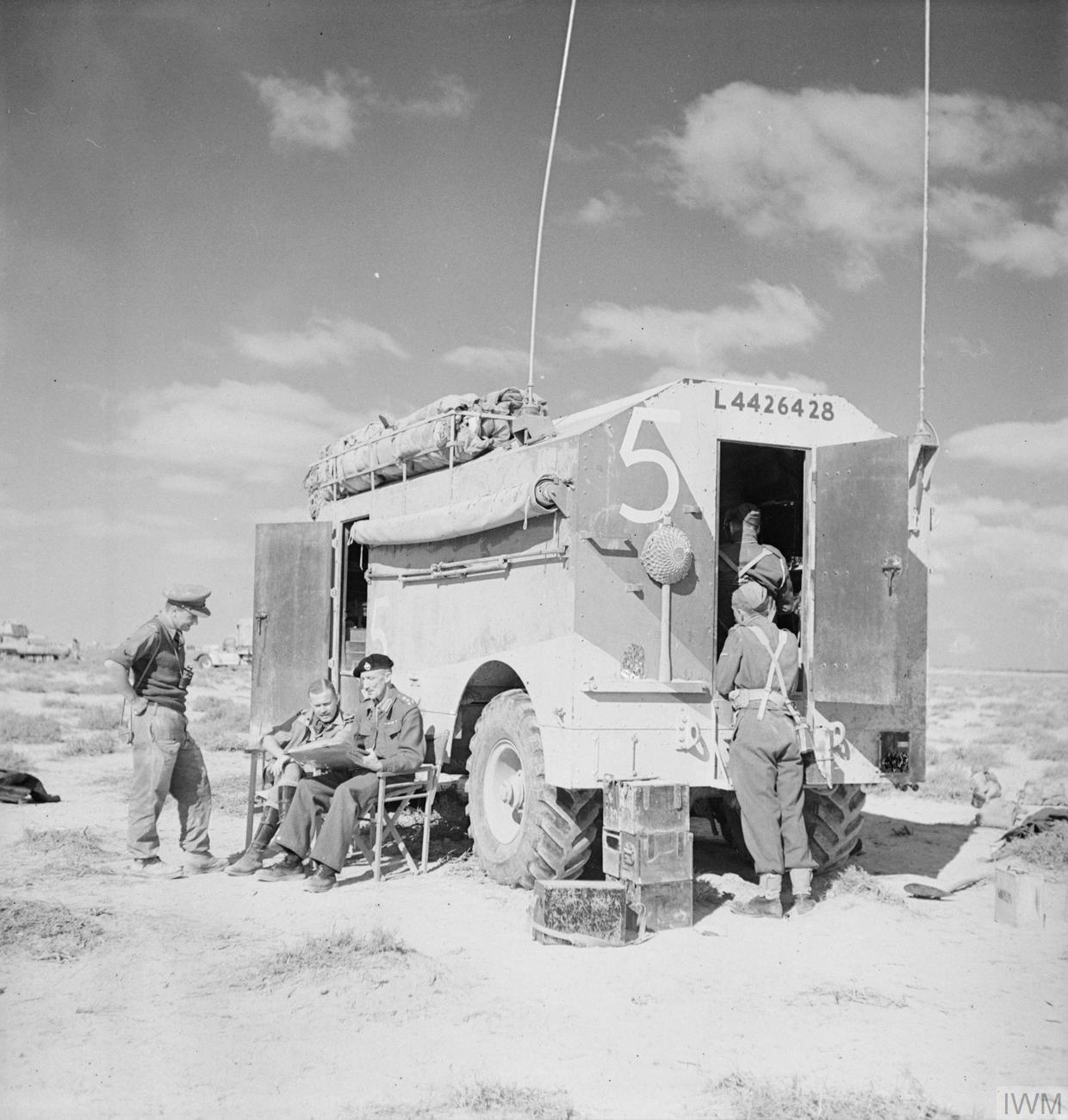
ACV Dorchester brytyjskiej 2 dyw. panc., Libia, grudzień 1941

Wersja podstawowa to skrzyniowy ciągnik artyleryjski – na skrzyni ładunkowej przewożono amunicję i wyposażenie; były też ławki dla 9-10 ludzi obsługi. W brytyjskiej armii ciągniki Matador holowały głównie: haubice 25-funtowe i 7,2-calowe, armaty: 5,5-calowe oraz przeciwlotnicze 3,7-calowe.
Budowano też wozy pomocy technicznej – na tylnej części podwozia montowano dźwig na obrotowej podstawie.
W 1940 roku opracowano na podwoziu Matadora pojazd opancerzony, budowany głównie jako wóz dowodzenia (ACV – armored command vehicle) nazwany Dorchester, ale też jako pojazd saperski lub do przewozu żołnierzy.
Na potrzeby wojsk brytyjskich walczących w kampanii afrykańskiej powstało samobieżne działo przeciwpancerne Deacon. Na podwoziu Matadora montowano działo 6-funtowe w pancernej osłonie (również kabina kierowcy została obudowana pancernymi płytami). Zbudowano 175 takich pojazdów. W czasie walk niektóre działa przebudowano na opancerzone wozy amunicyjne – wieżę z działem zastąpiono opancerzoną skrzynią ładunkową.
W jednym egzemplarzu zbudowano prototyp półgąsienicowego ciągnika artyleryjskiego. Ponieważ próby wykazały, że nie ma on lepszych własności terenowych niż zwykła, kołowa wersja, nie kontynuowano prac nad tą konstrukcją.

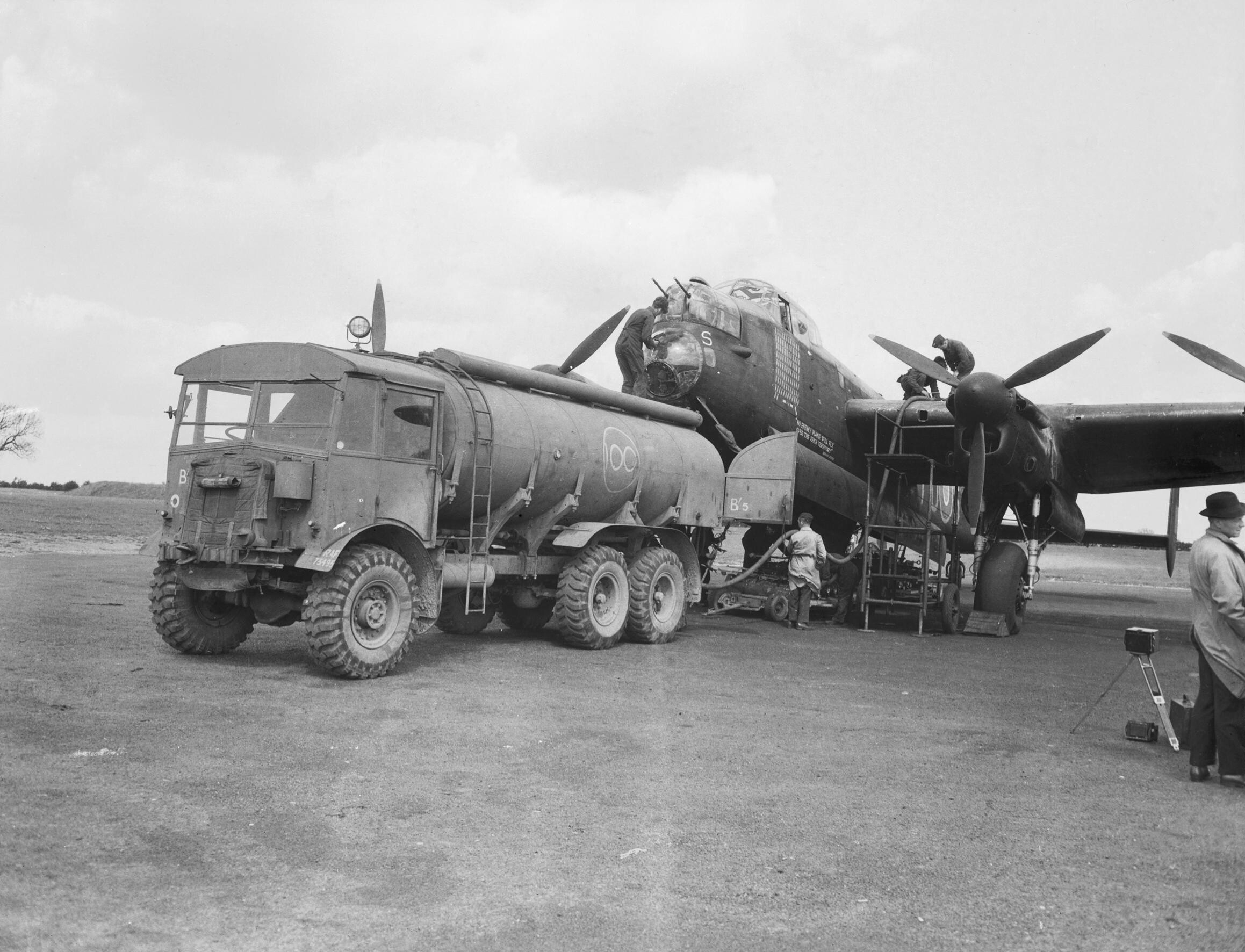
AEC 854 przy bombowcu Avro Lancaster

Firma AEC opracowała także większą – trzyosiową – wersję pojazdu o napędzie 6x6 (model O854/854) bazującą na Matadorze 4x4. Pojazdy tej wersji budowano dla jednostek Bomber Command, w większości jako cysterny lotniskowe. Niektóre zostały przebudowane na wozy pomocy technicznej z dźwigiem. Na podwoziu O854 powstało również 185 ruchomych instalacji do wytwarzania bezpośrednio na lotnisku tlenu i wodoru.
Na modelu O854 bazowała inna wersja wozu dowodzenia (ACV) oznaczona jako O857.
W latach 1940–44 zbudowano 1051 pojazdów wersji O854 i 463 – wersji 854.

## Produkcja i służba
Do końca wojny zbudowano 9620 Matadorów wersji O853/853. Większość (8612) były to ciągniki w wersji podstawowej, które trafiły do jednostek armii brytyjskiej walczących na wszystkich frontach II wojny światowej. Dla RAF powstało 417 pojazdów głównie w wersji cysterny (ale używano ich też do wyciągania na brzeg łodzi latających Short Sunderland). Pojazdów opancerzonych (większość w wersji ACV) zbudowano 416.
W roku 1950 zbudowano jeszcze 792 pojazdy w wersji podstawowej O853.
Po wojnie wiele Matadorów trafiło do użytkowników cywilnych, np. jako ciężkie pojazdy pomocy technicznej lub przy robotach leśnych (dzięki zawieszeniu przystosowanemu do trudnego terenu). Wiele z tych pojazdów wciąż jest sprawnych.